# Nebrodi-hegység
A Nebrodi-hegység (olaszul Monti Nebrodi, szicíliaiul Munti Nèbbrudi) egy hegység Olaszországban, Szicília szigetének északkeleti részén. A hegység déli része határos az Etnával.

## Legmagasabb hegycsúcsok
- Monte Soro (1847 m)
- Serra del Re (1754 m)
- Pizzo Fau (1686 m)
- Serra Pignataro (1661 m)
- Pizzo della Rovula (1624 m)
- Pizzo degli Angeli (1623 m)
- Monte Colla (1611)
- Monte Trearie (1609 m)
- Pizzo Bidi (1593 m)
- Poggio Tornitore (1571 m)
- Monte Pelato (1567 m)
- Monte Castelli (1566 m)
- Monte Sambughetti (1558 m)
- Monte Pomiere  (1544 m)
- Punta dell'Inferno (1480 m)
- Monte Trippaturi (1456 m)
- Monte del Moro (1433 m)
- Monte dell'Orso (1430 m)
- Serra di Baratta (1395 m)
- Rocche del Crasto (1315 m)
- Culma del Castellazzo (1313)
- Monte Cuculo (1301 m)
- Monte Trefinaidi (1166 m)
- Monte San Pietro (1089 m)
- Monte Meliuso (828 m)
- Monte San Fratello (816 m)